# Huyện hạt khu
Huyện hạt khu giản thể: 县辖区; phồn thể: 縣轄區; bính âm: xiànxiáqǖ, là một đơn vị hành chính dưới cấp huyện tại Cộng hòa Nhân dân Trung Hoa. Văn phòng hành chính của đơn vị hành chính này là  sở công khu(区公所) và không được coi là một cấp chính quyền địa phương.  Một khu công sở từng là một đơn vị hành chính dưới cấp huyện quan trọng trên khắp Trung Quốc từ thập kỷ  1950 đến 1990. Thường có khoảng 5 đến 10 khu trong một huyện, và khu được chia thành 3 đến 5 trấn và hương. Sau thấp kỷ 1990, các huyện hạt khu dần bị bãi bỏ, các trấn và hương được sáp nhập lại và trực thuộc thẳng cấp huyện. Đến cuối năm 2009, chỉ còn 3 huyện hạt khu tại Trung Quốc, Tất cả đều ở Tân Cương